# Буревісник (Петрове)
Футбо́льний клуб «Буревісник» — український футбольний клуб з села Петрового Знам'янського району Кіровоградської області. Створений у 2011 році за ініціативи Вакулика Ростислава Олександровича. Команда базується на місцевих вихованцях футболу.

## Історія
У квітні 2011 року за ініціативи Вакулика Ростислава Олександровича в селі Петрове Знам'янського району Кіровоградської області було створено ФК «Буревісник». Команда базується на місцевих вихованцях футболу. Задачею клубу також є залучення місцевих дітей до заняття футболу. Президент ФК «Буревісник» Вакулик Ростислав Олександрович матеріально допомагає місцевій дитячо-юнацькій спортивні школі. Також в команді грають місцеві футболісти, які вже виступали на професійному рівні. З жовтня 2011 року команду «Буревісник» тренує Грінкевич Сергій Віталійович.
В перший рік свого існування команда стала чемпіоном району. А вже наступного року «Буревісник» досяг вищих висот: чемпіони області. Відзначимо, що доля чемпіонства області визначалася 27 жовтня 2012 року у останньому турі в знам’янському дербі «Буревісник» - «Локомотив-Хлібодар». Команду «Локомотив-Хлібодар» в цьому матчі задовольняла лише перемога. За безкомпромісної боротьба з чималою небезпечних моментів матч завершився без забитих м’ячів і «Буревісник» вперше у своїй історії став чемпіоном Кіровоградської області. При цьому «Буревісник» став єдиною командою, яка не зазнавала поразок – 17 перемог на 5 нічиїх.
Також 2012 року «Буревісник» брав участь в Кубку України з футболу серед аматорських команд, в якому на першій стадії поступився «Колосу» (Хлібодарівка, Херсонська область).
В лютому-квітні 2013 року «Буревісник» брав участь в двох турнірах, які відбувалися у селі Білозір’я Черкаської області. В турнірі «UFI & Zorya-Cup» став бронзовим призером, зазнавши єдиної поразки на тих змаганнях від одного з лідерів другої ліги ФК «Славутич». У розіграші Кубка Першина «Буревісник» впевнено дійшов до фіналу змагань, в якому поступився місцевій команді «Зоря».  
Переможець турніру памʼяті Валерія Леня м. Знам'янка - 2025. 

## Досягнення
- Чемпіон Знам’янського району - 2011
- Срібний призер чемпіонату області з міні-футболу - 2012
- 1-е та 2-е місця на Кубку м. Знам 'янка з міні-футболу - 2012, 2013
- Володар Кубку голови ЧОДА м. Черкаси
- Володар Кубку Кіровоградської області
- Чемпіон Кіровоградської області - 2012
- Бронзовий призер турніру «UFI & Zorya-Cup» - 2013
- Срібний призер Кубка Першина - 2013.
- Переможець турніру памʼяті Валерія Леня м. Знам 'янка - 2025